# الكلمة المولدوفية
الكلمة المولدوفية (بالرومانية: Cuvânt Moldovenesc) هي صحيفة كانت تصدر في بيسارابيا.
صدرت الطبعة الأولى في 1 يناير 1914، وآخر طبعة في 7 يناير 1919. وكان أول رئيس تحرير هو نيكولاي ألكسندري. ومن بين المؤلفين: سيميون مرافا، إيون بيليفان، دانيال سيوجوريانو. وقد كانت تُكتب بالأبجدية الرومانية السيريلية.
في 21 مارس 1943 ، ظهرت الصحيفة مجددا إلى الظهور تحت إشراف إيورجو تيودور وليون بوغا.

## روابط خارجية
- (بالرومانية) Cuvânt Moldovenesc
- (بالرومانية) PRESA BASARABEANĂ de la începuturi pînă în anul 1957